# Арлё (кантон)

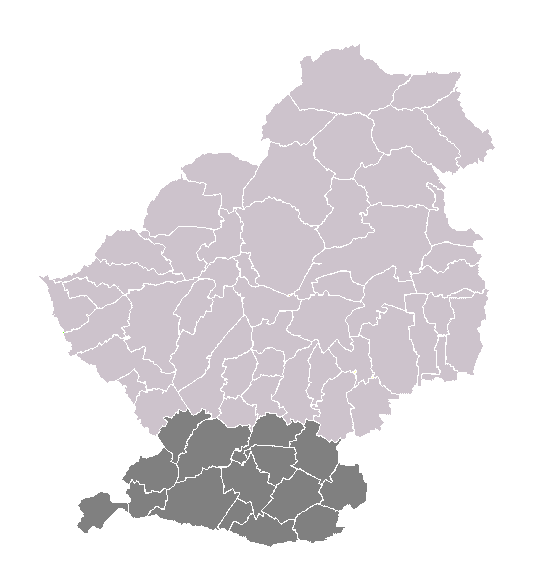
Кантон Арле в составе округа

Арлё (фр. Canton d'Arleux) — упразднённый кантон во Франции, находился в регионе Нор — Па-де-Кале, департамент Нор. Входил в состав округа Дуэ.
В состав кантона входили коммуны (население по данным Национального института статистики Архивная копия от 14 марта 2014 на Wayback Machine за 2011 г.):
- Амель (781 чел.)
- Арлё (3 013 чел.)
- Брюнемон (677 чел.)
- Бюньикур (941 чел.)
- Вилле-о-Тертр (608 чел.)
- Гёльзен (1 046 чел.)
- Кантен[англ.] (1 474 чел.)
- Леклюз (1 402 чел.)
- Марк-ан-Остреван (625 чел.)
- Моншекур (2 550 чел.)
- Обиньи-о-Бак (1 228 чел.)
- Фешен (1 848 чел.)
- Фрессен (874 чел.)
- Эршен (777 чел.)
- Эстре (965 чел.)

## Экономика
Структура занятости населения:
- сельское хозяйство - 4,6 %
- промышленность - 5,1 %
- строительство - 14,3 %
- торговля, транспорт и сфера услуг - 29,6 %
- государственные и муниципальные службы - 46,3 %

Уровень безработицы (2010) - 12,2 % (Франция в целом - 12,1 %, департамент Нор - 15,5 %). 

Среднегодовой доход на 1 человека, евро (2010) - 21 453 (Франция в целом - 23 780, департамент Нор - 21 164).

## Политика
На президентских выборах 2012 г. жители кантона отдали в 1-м туре Марин Ле Пен 28,0 % голосов против 24,8 % у Франсуа Олланда и 20,9 % у Николя Саркози, во 2-м туре в кантоне победил Олланд, получивший 53,5 % голосов (2007 г. 1 тур: Саркози - 25,3 %, Сеголен Руаяль - 20,6 %; 2 тур: Саркози - 50,8 %). На выборах в Национальное собрание в 2012 г. по 17-му избирательному округу департамента Нор они поддержали действующего депутата, кандатата Левого фронта Марка Доле, набравшего 39,1 % голосов в 1-м туре. (2007 г. Марк Доле (Левая партия): 1-й тур: - 35,5 %, 2-й тур - 60,5 %). На региональных выборах 2010 года в 1-м туре первое место с 26,9 % получил список коммунистов, второе место с 20,5 % занял список Национального фронта. Социалисты оказались третьими, набрав 17,8 %, а список «правых» во главе с СНД — только четвертым, собрав 15,9 % голосов. Во 2-м туре голоса распределились уже более традиционно — единый «левый список» с участием социалистов, коммунистов и «зеленых» получил 51,0 %; Национальный фронт занял второе место с 25,5 %, а список «правых» — третье с 23,5 %.
|  | Кандидат        | Партия                    | % голосов |
|  | --------------- | ------------------------- | --------- |
|  | Шарль Бошам     | Коммунистическая партия   | 50,81     |
|  | Эрик Лен        | Национальный фронт        | 19,23     |
|  | Бертран Сикс    | Союз за народное движение | 12,77     |
|  | Анник Вибер     | Социалистическая партия   | 8,96      |
|  | Бруно Вандевиль | Демократическое движение  | 4,52      |
|  | Бертран Кокелль | Зеленые                   | 3,71      |

|  | Кандидат    | Партия                  | % голосов |
|  | ----------- | ----------------------- | --------- |
|  | Шарль Бошам | Коммунистическая партия | 54,62     |
|  | Люк Алль    | Правые партии           | 45,38     |